# Jerilderie Shire
Koordinaten: 35° 21′ S, 145° 44′ O

Das Jerilderie Shire war ein lokales Verwaltungsgebiet (LGA) im australischen Bundesstaat New South Wales. Das Gebiet war 3.375 km² groß und hatte mit zuletzt etwa 1.500 die zweitkleinste Einwohnerzahl aller LGAs des Staats. 2016 ging es im Murrumbidgee Shire auf.
Jerilderie lag im Süden des Staates in der Region um den Murray River etwa 450 km westlich der australischen Hauptstadt Canberra und 320 km nördlich von Melbourne. Das Gebiet umfasste 31 Ortsteile und Ortschaften: Algudgerie, Argoon, Booroobanilly, Broome, Broughshane, Fairlie Grankge, Gala Vale, Jerliderie North, Kooringal, Logie Brae, Mabins Well, Mairjimmy, Neyliona, North Coree, North Yathong, Nyora, One Oak nOrth, Pooginook Merino stud, Soth Coree, Stud Park North, Wononga, Wood Park, Woodside, Wunnamurra, Yamma, Yanko, Yooroobla und Teile von Berrigan, Bundure, Finley und Jerilderie. Der Sitz des Shire Councils befand sich in der Ortschaft Jerilderie im Zentrum der LGA, die zuletzt etwa 800 Einwohner hat.

## Verwaltung
Der Jerilderie Shire Council hatte neun Mitglieder, die von den Bewohnern von drei Wards gewählt wurden (je drei aus A, B und C Ward). Diese drei Bezirke waren unabhängig von den Ortschaften festgelegt. Aus dem Kreis der Councillor rekrutierte sich auch der Mayor (Bürgermeister) des Councils.